# Lomamyia occidentalis
Lomamyia occidentalis är en insektsart som först beskrevs av Banks in Baker 1905.  Lomamyia occidentalis ingår i släktet Lomamyia och familjen Berothidae. Inga underarter finns listade i Catalogue of Life.